# Heidi Andersen
Heidi Andersen (* 29. Mai 1963) ist eine ehemalige norwegische Judoka, die 1982 Weltmeisterschaftsdritte war.

## Sportliche Karriere
Heidi Andersen war 1980 und 1985 norwegische Meisterin im Halbmittelgewicht, der Gewichtsklasse bis 61 Kilogramm. 1983 siegte sie im Mittelgewicht, der Gewichtsklasse bis 66 Kilogramm. 1983 und 1985 gewann sie auch in der offenen Klasse.
International trat sie meist im Mittelgewicht an. Bei den Europameisterschaften 1982 in Oslo belegte sie den fünften Platz. Ende 1982 fanden in Paris die Weltmeisterschaften statt, nach 1980 in New York die zweiten Frauen-Weltmeisterschaften. Andersen gewann in Paris ihre ersten beiden Kämpfe und unterlag dann im Viertelfinale der Französin Brigitte Deydier. Nach einem Sieg in der Hoffnungsrunde bezwang sie im Kampf um Bronze die Japanerin Hiromi Tateishi. Inger Lise Solheim, die 1982 eine Silbermedaille gewann, und Heidi Andersen sind bis heute (Stand 2020), die einzigen norwegischen Medaillengewinner bei Judo-Weltmeisterschaften.
Zwei Jahre später belegte Andersen den siebten Platz bei den Weltmeisterschaften 1984. 1985 bei den Europameisterschaften in Landskrona belegte Andersen sowohl im Mittelgewicht als auch in der offenen Klasse den siebten Platz. Bei den Europameisterschaften 1986 war sie Siebte im Halbmittelgewicht.